# Killzone (jeu vidéo)
Killzone est un jeu vidéo de tir à la première personne développé par Guerrilla Games et édité par Sony Computer Entertainment en novembre 2004 sur PlayStation 2.
Le jeu a connu une suite, Killzone: Liberation, sur PlayStation Portable et une autre, Killzone 2, est sortie début 2009 sur PlayStation 3 ainsi que Killzone 3 sur la même console en 2011. Enfin, Killzone: Shadow Fall est sorti sur PlayStation 4 et Killzone Mercenary sur PlayStation Vita.

## Scénario
Le jeu est situé dans un monde futuriste de colonisation spatiale. La Terre, sous l'égide de l'UCN (United Colonial Nations), a établi des colonies, dont l'une d'entre elles, Vekta, s'est rebellée. Après avoir été vaincus, les colons de Vekta se sont exilé sur l'inhospitalière planète Helgan, où ils ont fondé ce qui devint l'Empire Helghaste, qui tomba sous la coupe d'un leader charismatique, l'Autarque Scolar Visari, bien déterminé a conquérir la galaxie; tandis que la Terre mit en place l'ISA (Interplanetary Strategic Alliance), une coopération militaire entre colonies humaines. 
Mû par le désir de revanche contre le reste de l'Humanité et par la soif de pouvoir, les Helgasts lancent en l'an 2357 une guerre-éclair contre  Vekta avec la 3e armée du général Lente. Les plates-formes de défense orbitales de Vekta souffrant d'un problème technique les empêchant d'attaquer l'ennemi, les Helghasts peuvent atterrir sans problème sur la planète et lancer leur invasion. Les troupes de l'ISA se retrouvent complètement débordées par les Helghasts en surnombre. Le seul espoir de Vekta repose sur une petite unité d'élite des Forces de Réactions Rapides de l'ISA.

## Système de jeu
Le jeu propose deux modes de jeux: le mode Campagne, et le mode multijoueur.

### Campagne
Le joueur contrôle le capitaine Jan Templar, des Forces de Réactions Rapides de l'ISA. Templar et son équipe sont en première ligne face à l'invasion Helgaste avant d'être rappelés à la base pour une nouvelle mission: retrouver le colonel Gregor Hakha, un transfuge mi-humain mi-Helghast, qui détient des renseignements vitaux permettant de réactiver les plates-formes de défense et de vaincre les Helgasts. 
Outre le capitaine Templar, le joueur a la possibilité de contrôler trois autres personnages : la Shadow Marshal Luger, spécialisée dans les opérations d'infiltration; le sergent Rico Velasquez, spécialiste des armes lourdes; et le colonel Gregor Hakha, transfuge de l'Empire Helgaste. Chaque personnage peut emporter 3 armes différentes sur lui, ainsi que cinq grenades; et dispose en outre de certaines compétences propres.
Certaines armes ont une option de tir secondaire (par exemple, un lance-grenade). En outre, quand le joueur veut viser, le jeu, au lieu de faire regarder dans le viseur de l'arme (comme dans par exemple Call of Duty), fait un léger zoom; seul le fusil de sniper échappe à cette règle, l'option de zoom faisant voir directement dans la lunette de visée.

### Le mode multijoueur

#### Les Champs de bataille
Le mode « arcade » de Killzone est connu sous le nom de « Champs de bataille ». Hors ligne, il peut être joué à un ou deux joueurs avec des bots jusqu'à 16 joueurs. En ligne, le jeu n'a pas de bots, et peut aussi être joué jusqu'à 16 avec des joueurs humains. Il y a six modes de jeu dans les Champs de bataille et huit cartes jouables.
Modes de jeu
- Deathmatch - C'est chacun pour soi. Celui qui marque le plus de points gagne.

- Deathmatch en équipe - Deux équipes s'entretuent pour accumuler des points.

- Domination - Un autre mode en équipe. Dans ce mode, deux équipes doivent s'approprier des territoires, ou des « positions », sur le champ de bataille. Les positions sont capturées quand les joueurs restent autour. L'équipe qui capture le plus de positions dans un temps limité gagne la partie.

- Ravitaillement - Similaire au mode capture le drapeau, ce mode fait affronter deux équipes qui doivent se battre pour récupérer des caisses de ravitaillement. Les ravitaillements sont capturés quand ils sont ramenés à la base. Les deux équipes peuvent capturer les caisses depuis la base ennemie. L'équipe qui capture le plus de ravitaillements gagne.

- Assaut - Dans ce mode, il y a deux équipes : une équipe attaquante (toujours les Helghasts) et une équipe défensive (toujours l'ISA). Les défenseurs doivent protéger les cibles dans leur base tandis que les attaquants doivent les détruire. Si les attaquants détruisent les cibles dans le temps imparti, ils gagnent. Si ce n'est pas le cas, ce sont les défenseurs qui remportent la partie.

- Défendre et détruire - Similaire au mode Assaut, mais cette fois, les équipes sont attaquantes et défenseurs. Les deux équipes doivent détruire les cibles situées dans la base adverse. L'équipe qui les détruit en premier dans le temps alloué remporte la partie.

## Développement du jeu
Les Néerlandais de Guerrilla Games, anciennement connus sous le nom de Lost Boys Games a montré à Sony une démonstration d'un jeu de tir à la première personne qu'ils étaient en train de développer pour PC. Sony a conclu un accord avec Guerrilla pour développer Killzone exclusivement pour la PlayStation 2. Sony a demandé à l'écrivain Joe Dever de développer le scénario et de participer au design du jeu.
Pour la programmation du PC à la PlayStation, Guerrilla a passé deux ans à apprendre les techniques de programmation quand ils étaient en phase de pré-production. En 2001, Killzone était prêt à être créé.

## Réactions
Le jeu a commencé à faire parler de lui en juin 2003 quand des sites de jeux vidéo ont lancé des rumeurs et montré des images du jeu. Les joueurs de la console de Sony attendaient un jeu pouvant rivaliser avec le titre phare de Microsoft, Halo: Combat Evolved, sorti exclusivement sur la Xbox. Halo était le titre le plus vendu sur cette plate-forme. Les utilisateurs de la PlayStation 2 ont surnommé Killzone le « Halo Killer ».
| Site ou magazine      | Note                           |
| --------------------- | ------------------------------ |
| Gaming Age            | C                              |
| Game Critics          | 7 sur 10                       |
| Game Revolution       | C                              |
| GameSpot              | 6,9 sur 10                     |
| Gaming Target         | 8,4 sur 10                     |
| IGN                   | 7,5 sur 10                     |
| Jeuxvideo.com         | 16 sur 20                      |
| Famitsu               | 31 sur 40                      |
| Gamekult              | 6 sur 10                       |
| Compilations de tests |                                |
| GameRankings          | 73 sur 100 (basé sur 82 tests) |
| Metacritic            | 69 % (basé sur 66 reviews)     |

Les tests et critiques de Killzone dans les magazines ou sur les sites internet ont pointé de nombreux problèmes techniques comme une Intelligence artificielle balbutiante, des bugs occasionnels provoquant des blocages du jeu, une mauvaise fluidité, des bugs graphiques ou sonores, une distance d'affichage réduite et un système de contrôles parfois hasardeux, défauts pointés par des sites comme GameSpy. Cependant, Killzone a été apprécié pour ses effets sonores, sa bande son, et son ambiance de guerre ; il a été récompensé pour son design artistique.
Avec près de deux millions de jeux vendus, Killzone a été un succès commercial. En 2005, le jeu est devenu un best-seller dans le marché européen, confirmé par le passage dans la gamme Platinum.

## Suites
Juste avant que le jeu ne sorte, à la fin de l'année 2004, une suite avait été annoncée pour la PlayStation 2. Sony a présenté une cinématique de Killzone pour PlayStation 3 à l'E3 2005 à Los Angeles, la suite fut finalement développée pour la console nouvelle génération. Sony ayant acquis Guerrilla Games, la compagnie a développé  des jeux Killzone pour la PSP la PS3 et la PS4.

## Rééditions
- 2012 - PlayStation 3 dans la compilation Killzone Trilogy.

## Produits dérivés
- Guide officiel : L'éditeur nord-américain Prima a mis en vente un guide officiel fin 2004 non distribué en Europe.
- Manga : Le 23 août 2013 Killzone fut adapté en manga par Kamome Mukojima (Grave Digger).